# Михаил Иванович (князь стародубский)
Михаил Иванович — второй удельный князь стародубский с 1277 по 1281.

## Биография
Некоторые родословные, напр., «Родословная в трех списках», считают его внуком Ивана Всеволодовича и сыном, а не отцом Ивана-Калистрата; большинство же первоисточников (напр., Никоновская летопись) и родословных Ивана-Калистрата называют по отчеству Михайловичем, то есть считают сыном М. И., а его самого сыном Ивана Всеволодовича, что, по-видимому, более правильно. В связи с этой путаницей стоит и разногласие первоисточников, а вслед за ними и родословных относительно года смерти Михаила Ивановича: Воскресенская летопись, Бархатная книга и Μ. Γ. Спиридов в своих исследованиях таковым считают 1315 г., тогда как Никоновская летопись указывает 1281, который и принят почти всеми историками, как более вероятный; первая же дата считается годом смерти Ивана-Калистрата. И помимо этой путаницы, летописные сведения о жизни Михаила Ивановича вообще весьма скудны. В первый раз он упоминается под 1277 г., в январе, присутствующим на похоронах вел. кн. Василия Ярославича Ми(е)зинного (меньшого) в Костроме. Затем летописи отмечают ещё его участие в междоусобной борьбе братьев Дмитрия и Андрея Александровичей, последний из которых, вопреки обычаю, передававшему великокняжеский престол старейшему в роде, задумал отнять Владимирский стол у своего старшего брата, с этой целью в 1281 г. подошел с татарами к Мурому и, объявив себя великим князем, потребовал к себе князей удельных. В числе князей последовавших его призыву, был и Михаил Иванович.
По-видимому, он участвовал в походе Андрея на Переяславль-Залесский, удельный город Дмитрия Александровича, в походе, заслужившем печальную известность жестокостью, опустошениями и грабежами, которым предавались сторонники Андрея — татары. Возможно, что именно во время этого позорища и скончался Михаил Иванович.

## Брак и дети
У Михаила Ивановича был единственный сын:
- Иван Михайлович